# نادي هلال أريحا
نادي هلال أريحا لكرة القدم هو نادي كرة قدم فلسطيني، لعب ضمن الدوري الفلسطيني الممتاز للضفة الغربية حتى عام 2012، ثم تراجع للعب في دوري الضفة الغربية الدرجة الأولى. تأسس هلال أريحا عام 1974 في مدينة أريحا، ويتخذ من استاد أريحا الدولي بيتًا له.